# Konzervatoř Jana Deyla
Konzervatoř a střední škola Jana Deyla v Praze je zaměřena na výuku hudebních oborů a ladění klávesových nástrojů a specializuje se především na výuku zrakově postižených žáků. Navazuje na tradici Deylova ústavu založeného v roce 1910. Škola sídlí v bývalém paláci Straků z Nedabylic na Malé Straně v Praze.

## Historie
Iniciátorem vzniku původního Deylova ústavu pro slepé založeného roku 1910 pro nevidomé byl význačný oftalmolog a univerzitní profesor Jan Deyl. Zde se žáci učili řemeslným dovednostem. Od 20. let 20. století postupně nabývala na významu výuka hudby s cílem připravit žáky na profesi učitele hudby a ladiče klavíru. V meziválečném období zde vznikl vyhlášený dechový soubor. Po II. světové válce nebyla další existence školy a podoba studia příliš jasná, avšak díky úsilí Jana Drtiny, nevidomého klavíristy a od roku 1948 ředitele školy, se podařilo instituci uhájit a povýšit ji z úrovně základních škol mezi konzervatoře. V r. 1956 byla vytvořena Odborná škola hudební pro slepé, později transformovaná na střední hudební školu s hudebním zaměřením (1961) a na Konzervatoř pro mládež s vadami zraku (1976).
V roce 1992 se jméno Jana Deyla do názvu vrátilo v označení Konzervatoř a Ladičská škola Jana Deyla. Od roku 2006 to byla Konzervatoř Jana Deyla a střední škola pro zrakově postižené a od roku 2017 Konzervatoř a střední škola Jana Deyla, příspěvková organizace. V září 2020 škola oslavila 110. výročí založení.
Na konzervatoři se vyučuje zpěv a hra na hudební nástroje, střední škola poskytuje vzdělání v oboru ladění klavírů.